# Opel Diplomat
El Opel Diplomat fue un automóvil de lujo producido por Opel desde 1964 hasta 1977. Es el predecesor del también tope de gama de la firma Opel Senator.
Era común decir que este modelo pertenecía al rango KAD (Kapitän, Admiral, Diplomat), modelos que reproducían fielmente los modelos estilísticos de General Motors por aquellos tiempos, algo que también se podía comprobar en sus hermanos americanos, como Chevrolet o Cadillac. Un rango que Opel no había puesto la vista durante 20 años, volvió ese año, 1964, de lleno a la gama de lujo con estos tres modelos.
El motor que propulsaba al Diplomat venía directamente desde los Estados Unidos: Un V8 de 4.6 litros que desarrollaba 190 CV de potencia con una velocidad máxima de 200 km/h y una aceleración de 0 a 100 km/h en 11 segundos. El interior estaba dominado por alfombrillas de grueso grosor, tapicería de categoría de lujo y un salpicadero con un panel de madera natural, así como la escala del velocímetro que marcaba hasta los 250 km/h. El techo hecho de vinilo, los asientos reclinables, cuatro ventanillas eléctricas, los espejos exteriores ajustables desde el interior y luces ubicadas en las posiciones reservadas para los pies de los pasajeros del asiento trasero eran opciones adicionales de un equipamiento más exclusivo. Venían de serie la dirección y el sistema de frenos hidráulicos, al igual que las luces antiniebla.
En 1977, tras el poco éxito que quedaba ya en el mercado, tuvo lugar el sucesor del Diplomat, el Opel Senator, de tamaño algo menor y con un estilo más europeo y moderno. Se vendieron un total de 11.017 Kapitäns, 31.827 Admirals y de este modelo: 18.725 Diplomats.

### V8 Coupé
Existió una versión deportiva de dos puertas de la primera generación, el Diplomat V8 Coupé, considerado este modelo como uno de los coches de producción en serie más rápidos de Alemania en 1965. Construido por el carrocero Karmann, poseía un motor V8 de 5.4 litros el cual desarrollaba 230 CV de potencia. este también se montaba en el Chevrolet Corvette.
En 1973, el expiloto de carreras Erich Bitter presentó el Diplomat CD, modelado sobre el estudio CD (Coupé Diplomat) que tuvo su presencia en el Salón Internacional del Automóvil de Frankfurt de 1969. Este modelo estaba basado en la segunda generación del Diplomat, con una carrocería 2+2 diseñada por el propio expiloto y en colaboración con el Centro de Diseño de Opel.